# Рей, Оноре Шарль
Оноре́ Шарль Мише́ль Жозе́ф Рей (фр. Honoré Charles Michel Joseph Reille; 1 сентября 1775, Антиб — 4 марта 1860, Париж) — французский граф, маршал Франции, участник Наполеоновских войн.

## Биография
Поступил на военную службу 1 октября 1791 года гренадером в 1-й батальон департамента Вар. 15 сентября 1792 года был произведён в младшие лейтенанты и назначен в 94-й (Гессен-Дармштадтский) пехотный полк. В рядах этого полка он участвовал в походах в Нидерланды и был адъютантом Массены, сражался у Льежа и Неервиндена; за отличие был 27 ноября 1793 года произведён в лейтенанты.
Затем Рей отличился в Итальянской кампании 1796 года, и будучи ранен в сражении при реке Бренте, 23 мая произведён в капитаны. Также он сражался при Ла-Фаворите, Арколе, Риволи, находился в делах под Тулоном.
После заключения мира при Кампо-Формио, он был 15 февраля 1799 года пожалован в генерал-адъютанты и сопутствовал Массене в его походе в Швейцарию. Там ему дано было дано поручение произвести рекогносцировку Рейна от Граубиндена до Боденского озера, что послужило потом к составлению плана кампании 1799 года.
Рей сражался при Куре, Фельдкирхе, Луциенштейге, Цюрихе и Швице. Когда, в битве при Цюрихе, генерал Удино был ранен, Рей заступил его место и в Муттенской долине командовал арьергардными отрядами против русской армии Суворова. После того он был с Массеной в Генуе, отличился при защите этого города, и спустя несколько месяцев после сдачи его, был сделан начальником штаба войск, расположенных в Тоскане, под командой Мюрата.
B 1803 году, пожалованный в бригадные генералы, Рей находился в Булонском лагере, а перед началом войны 1805 года отправился с экспедицией адмирала Вильнёва в Вест-Индию.
22 июля он участвовал в морском сражении у мыса Финистерре. Когда французский флот прибыл в Кадис, Рей оставил его. 13 декабря 1805 года заменил убитого при Аустерлице генерала Валюбера на посту командира бригады в дивизии Сюше 5-го корпуса. В кампании 1806 года в Пруссии сражался при Заальфельде и Йене.
После Пултусского боя он был 30 декабря 1806 года произведён в дивизионные генералы, и 7 января 1807 года сделан начальником штаба 5-го корпуса. В сражении при Остроленке, начальствуя двумя бригадами, он отразил атаку генерала Эссена и был за этот подвиг сделан генерал-адъютантом Наполеона. После Тильзитского мира Рей недолгое время пробыл французским комиссаром в Тоскане и затем отправился в Каталонию, где в должности дивизионного командира, находился при осаде Розаса.
В кампании 1809 года в Австрии, в сражении при Ваграме, Рей предводительствовал гвардейской дивизией, действовал потом против англичан на острове Вальхерне, а оттуда возвратился в Испанию, где ему поручено было главное начальство в Наваррской провинции.
В 1811 году Рей неоднократно побеждал известного испанского партизана Мину, участвовал потом, под начальством Сюше, во взятии Валенсии, оборонял Тарагону против генерала Ласси и командовал французскими войсками в Арагоне.
В июне 1813 года, предводительствуя корпусом из двух дивизий, он прикрывал отступление французской армии за реку Эбро, был в неудачном сражении при Виттории и, по прибытии маршала Сульта, получил в командование 3-ю дивизию правого крыла. С ней он участвовал в сражениях на реке Бидассоа, при Ортесе, Тарбесе и Тулузе.
По восшествии Бурбонов на французский престол Рей покорился новой династии и был сделан начальником войск 14-й и 15-й дивизий и пэром Франции.
По возвращении Наполеона, Рей был назван великим командором ордена Почётного Легиона и принял начальство над 2-м корпусом и храбро сражался при Катр-Бра и Ватерлоо. В этом последнем сражении пали под ним две лошади; с остатками 1-го, 2-го и 6-го корпусов он прибыл в Париж.
После расформирования армии за Луарой, имя его не было в числе изгнанных генералов; он оставался в отставке до 17 февраля 1828 года, когда он вошёл в число членов Верховного военного совета. 15 ноября 1836 года Рей был назначен президентом пехотного и кавалерийского комитета и 17 сентября 1847 года стал маршалом Франции. В 1852 году Рей избрали депутатом от департамента Приморские Альпы в палату народных представителей, где он считался одним из лучших ораторов.
Скончался Рей 4 марта 1860 года в Париже, похоронен на кладбище Пер-Лашез рядом с маршалом Массена.

## Память
Впоследствии его имя было выбито на Триумфальной арке в Париже.